# Iared
Iared o Jared (Ebraico: יָרֶד  Yared o יֶרֶד Yered) è un personaggio biblico antidiluviano, quinto discendente diretto di Adamo ed Eva, figlio primogenito di Maalaleel e padre di Enoch.
È citato nel Libro della Genesi.

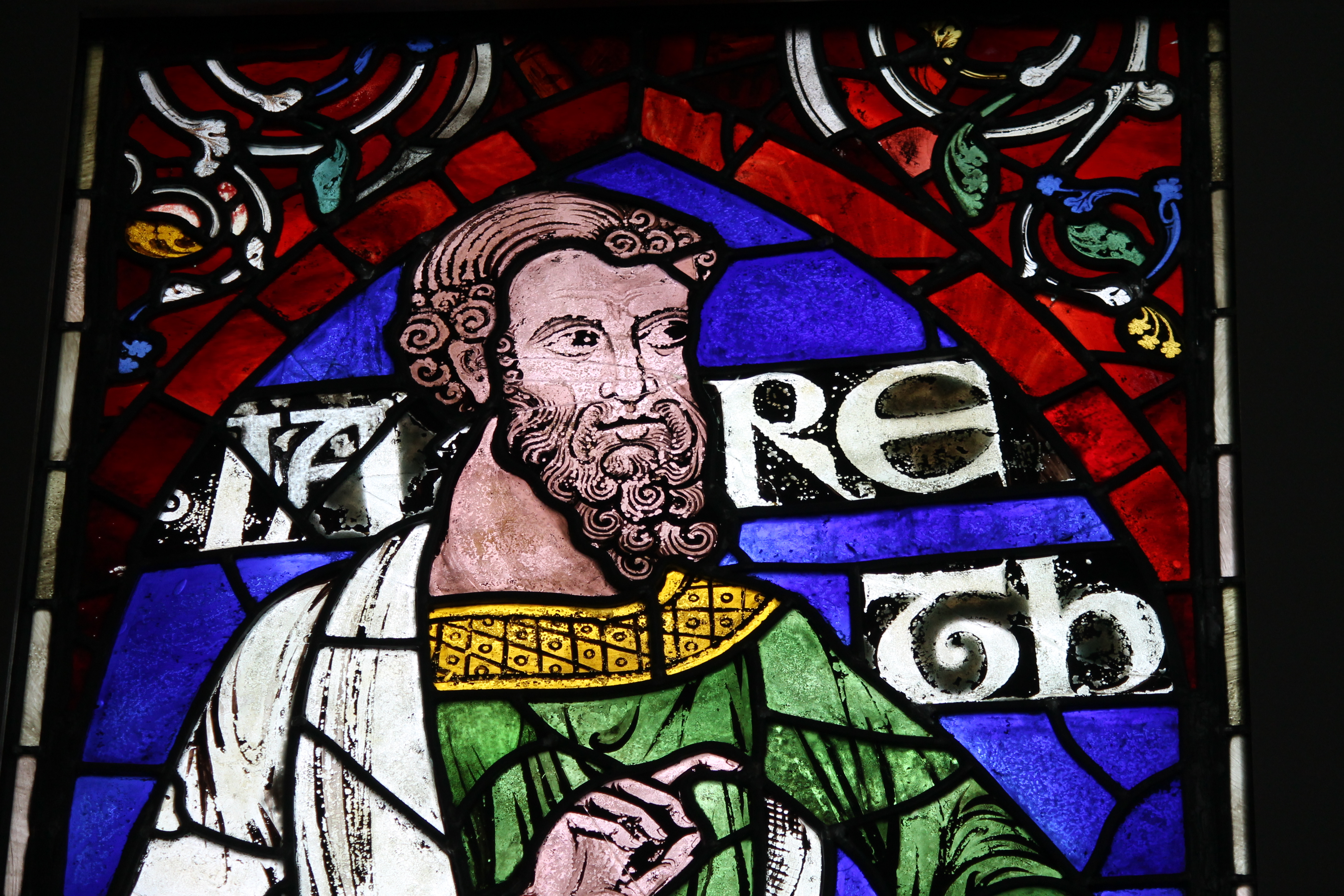
Vetrata raffigurante Iared nella cattedrale di Canterbury in Inghilterra

Fu generato da Maalaleel quando questi aveva 65 anni. A sua volta Jared generò Enoch quando aveva 162 anni e visse per altri 800 anni generando altri figli e figlie.
Morì all'età di 962 anni: è quindi il personaggio più longevo della Bibbia dopo il nipote Matusalemme, figlio di Enoch, che visse 969 anni.